# Capella de Balmes (Balaguer)
La Capella de Balmes és una església de Balaguer (Noguera) inclosa en l'Inventari del Patrimoni Arquitectònic de Catalunya.

## Descripció
Construcció de façana molt senzilla, al costat dret hi ha la porta d'accés de maó, bastant gran per intentar que entri la màxima llum possible. Del final de la porta fins a dalt està arrebossada; al costat esquerre hi ha una creu, bastant gran, de ferro. La teulada és a doble vessant. És de planta rectangular, realitzada en maó i amb algunes parets arrebossades.
L'interior de la capella és també molt senzill, les parets no tenen cap decoració, tan sols hi ha l'altar major, molt senzill. S'ha intentat que tot l'espai interior sigui utilitzable.

## Història
La capella de Balmes fou construïda l'any 1978. Va sorgir per poder cobrir unes necessitats que hi havia en aquest barri obrer, que havia crescut molt en poc temps i era necessari crear un lloc on es fessin actes religiosos.
La maqueta de la capella fou realitzada pel mossèn de Balaguer i pagada per la comunitat cristiana de Balaguer.